# Ceratina sclerops
Ceratina sclerops är en biart som beskrevs av Carlos Schrottky 1907. Ceratina sclerops ingår i släktet märgbin, och familjen långtungebin. Inga underarter finns listade i Catalogue of Life.